# Tájpou
Tájpou (kínaiul: 大埔區, népszerű latin betűs átírással Tai Po) Hongkong egyik kerülete, mely az Új területek városrészhez tartozik. Területét tekintve a második legnagyobb kerület a Szigetek után. Hongkong szigetei közül 25 tartozik a fennhatósága alá. Itt található a Tájpou Kau természetvédelmi terület és a Kátouléj farm és botanikus kert.